# 이스트라 햄
이스트라 햄(Istra+ham}은 크로아티아의 이스트라 지역에서 만들어지는 건염 생햄이다. 프르슈트의 일종이며, 현지에서는 이스타르스키 프르슈트(크로아티아어: Istarski pršut)라 불린다.

## 같이 보기
- 프르슈트